# Juan Francisco Fresno Larraín

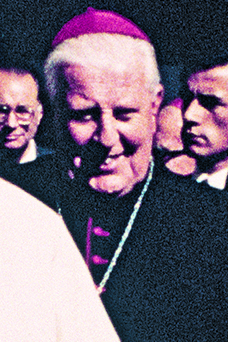
Juan Francisco Kardinal Fresno

Kardinalswappen

Juan Francisco Kardinal Fresno Larraín (* 26. Juli 1914 in Santiago de Chile; † 14. Oktober 2004 ebenda) war chilenischer Geistlicher und römisch-katholischer Erzbischof von La Serena, später von Santiago de Chile.

## Leben
Als viertes von fünf Kindern einer wohlhabenden Familie geboren, studierte er Theologie in Santiago und Rom und empfing am 18. Dezember 1937 durch Erzbischof José Horacio Campillo Infante in der Metropolitankathedrale von Santiago de Chile die Priesterweihe für das Erzbistum Santiago de Chile. Hier war er in der Pfarrseelsorge tätig.
Papst Pius XII. ernannte ihn am 15. Juni 1958 zum ersten Diözesanbischof der am 31. Oktober des Vorjahres von der Territorialprälatur zum Bistum erhobenen Diözese Copiapó. Die Bischofsweihe spendete ihm der Erzbischof von La Serena, Alfredo Cifuentes Gómez, am 15. August desselben Jahres in der Schutzengelkirche in Santiago. Mitkonsekratoren waren Francisco de Borja Valenzuela Ríos, Bischof von Antofagasta, und José Manuel Santos Ascarza, Bischof von Valdivia. Die Amtseinführung in Copiapó fand elf Tage später statt.
Als Bischof war er Konzilsvater aller vier Sitzungsperioden des Zweiten Vatikanischen Konzils.
Papst Paul VI. ernannte ihn am 28. Juni 1967 zum Erzbischof von La Serena. Die Amtseinführung fand am 28. September desselben Jahres statt. Papst Johannes Paul II. ernannte ihn am 3. Mai 1983 zum Erzbischof von Santiago. Die Amtseinführung fand am 10. Juni desselben Jahres statt. Dort galt er zunächst als vorsichtiger und konservativer als sein Vorgänger Raúl Silva Henríquez, der die Mordtaten der Pinochet-Diktatur unverblümt angeprangert hatte, und fand das Gefallen von Augusto Pinochet, der in Rom viele einflussreiche Freunde besaß. Aufgrund seiner Bemühungen um Ausgleich nach allen Seiten bekam er jedoch bald den Spitznamen „der Rote“.
Am 25. Mai 1985 wurde er von Papst Johannes Paul II. als Kardinalpriester mit der Titelkirche Santa Maria Immacolata di Lourdes a Boccea in das Kardinalskollegium aufgenommen und moderierte die nationale Übereinkunft der verbotenen Parteien zur Wiederherstellung der Demokratie. 1987 fand auf seine Veranlassung ein Besuch Papst Johannes Paul II. in Chile statt, was als schwieriger Drahtseilakt empfunden wurde. Im Jahr darauf verlor Pinochet das Referendum über seine Präsidentschaft. Im Jahr der ersten demokratischen Wahlen trat Fresno am 30. März 1990 aus Altersgründen in den Ruhestand, blieb aber in aller Welt hoch angesehen.
Er starb 2004 in seiner Heimatstadt. Sein Leichnam ruht in der erzbischöflichen Krypta der Metropolitankathedrale von Santiago. Nach ihm wurde eine Schule in San Miguel de Puente Alto benannt.